# Əşrəf Heybətov

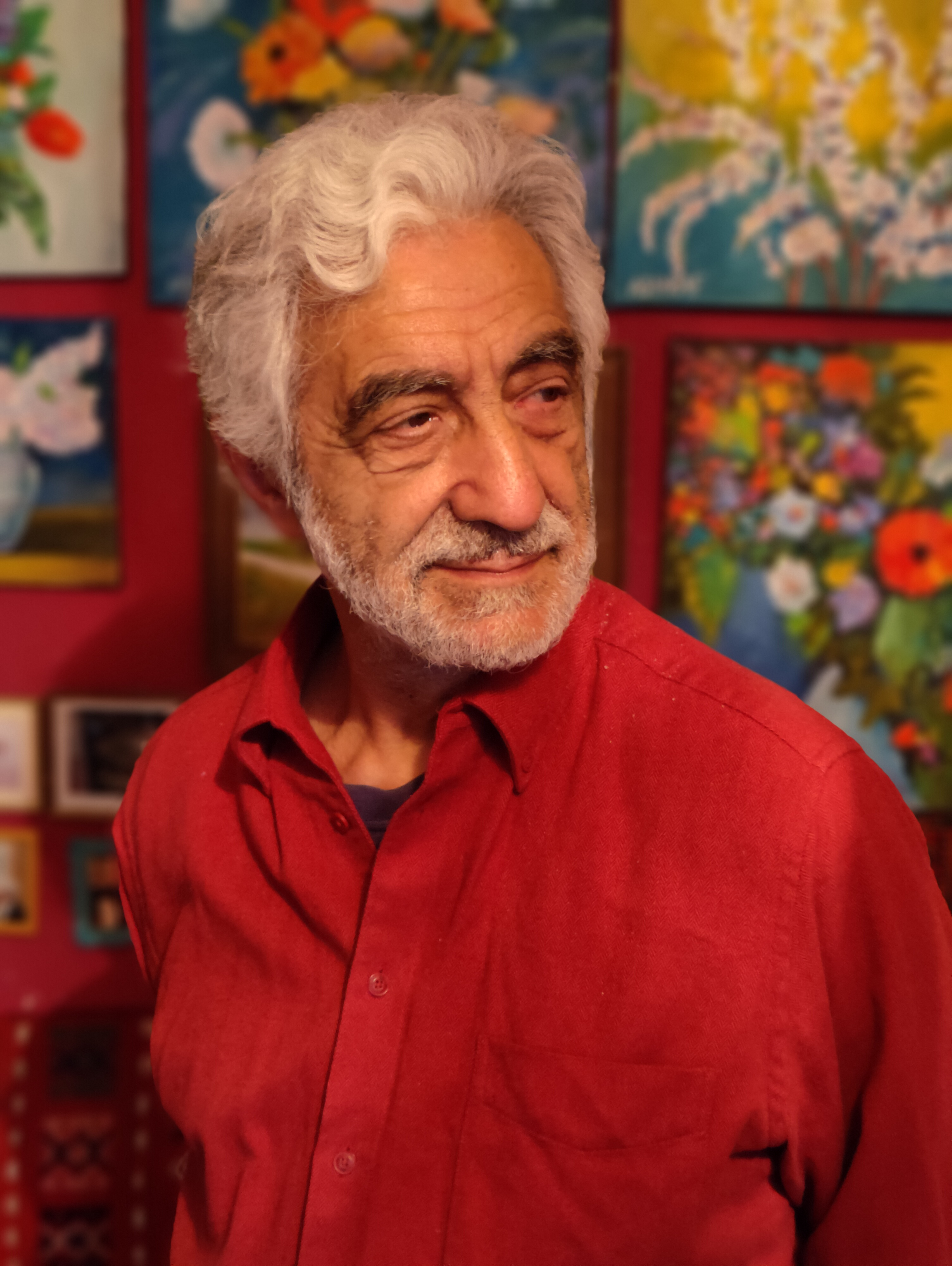
Ashraf Geybatov (2023)

Əşrəf Nəzir oğlu Heybətov, kurz und international auch Ashraf Geybatov (* 18. Februar 1951 in Baku, Aserbaidschan), ist ein aserbaidschanischer Kunstmaler und Künstler, dessen Werke in Ländern und Sammlungen weltweit zu finden sind. Sein künstlerischer Schwerpunkt liegt in der Malerei und er wurde national und international ausgezeichnet.

## Leben und Werk
Əşrəf Heybətov absolvierte von 1969 bis 1971 ein Studium an der Akademie der Künste in Tiflis und setzte seine Ausbildung von 1971 bis 1973 an der Aserbaidschanischen Staatlichen Universität in Baku fort. In den Jahren 1974 bis 1999 absolvierte er ein Diplomstudium für Industrie-Design an der Aserbaidschanischen Staatlichen Universität der Künste in Baku.
1981 heiratete Geybatov Regina Krasivskaja und im Dezember desselben Jahres fand seine erste persönliche Ausstellung im Moskauer Staatlichen Institut für Internationale Beziehungen des Außenministeriums der USSR statt, für die er ausgezeichnet wurde. Im August 1982 folgte eine weitere persönliche Ausstellung in der Akademie des Innenministeriums der UdSSR in Moskau.
1991 wurde Geybatov in den Internationalen Künstlerverband der UNESCO aufgenommen. Im Jahr 1995 zog er nach Deutschland und übergab die Wandmalerei „Symphonie Pfalz“ (Fläche des Gemäldes 450 m²) in Koblenz.
Von 1996 an hatte Geybatov persönliche Ausstellungen in mehreren deutschen Städten, darunter eine Ausstellung in der Stadtgalerie Bonn (1997), in der Dresdner Bank in Koblenz (1998) und in der DVM Capital AG in Frankfurt am Main (2001). Im Februar 2004 fand seine Ausstellung „Rhythmen Euroasiens“ im Rathaus Mainz statt.
Geybatovs künstlerische Aktivitäten erstrecken sich auch auf internationale Bühnen. Im Mai und Juli 2007 wurden seine Werke in der Galerie Wagner und in der NATO in Brüssel ausgestellt. Im Mai 2008 hatte er eine persönliche Ausstellung im Palast der Kanzlei des Vatikans.
Seine Ausstellungen fanden auch in Berlin statt, im Juli 2008 in der Akademie der Konrad-Adenauer-Stiftung und im August 2009 in der Europäischen Akademie, beide mit Unterstützung der Botschaft der Republik Aserbaidschan in der BRD. Eine seiner bemerkenswerten Ausstellungen war die Jubiläumsausstellung im Abgeordnetenhaus von Berlin anlässlich seines 60. Geburtstages im Februar 2011.
Geybatov kehrte auch nach Aserbaidschan zurück, wo er im März 2014 eine Jubiläumsausstellung im Nationalen Kunstmuseum von Aserbaidschan in Baku hatte. Am 27. Mai 2018 wurde ihm der Ehrentitel „Volkskünstler Aserbaidschans“ verliehen.
Derzeit lebt er in Koblenz.